# Ganésa
Ganésa (Szanszkrit: गणेश);  hallgat), ismert még mint Ganapati (Szanszkrit: गणपति); Vinajaka (Szanszkrit: विनायक) a hinduizmus elefántfejű, embertestű istensége, az egyik legismertebb alakja a hindu panteonnak. Ábrázolása Indiában és Nepálban mindenhol fellelhető, szinte mindegyik hindu szekta rendkívül tiszteli, az iránta megnyilvánuló áhítat a dzsaináknak és a buddhistáknak köszönhetően Indián túl is elterjedt.
A vállalkozások isteneként ő az, aki elhárít minden akadályt egy induló üzlet, utazás, próbálkozás elől, mivel a Kezdetek és az Akadályok Urának tartják.
A tudományok és művészetek védnöke, valamint az értelem és a bölcsesség istene. Rítusok és szertartások kezdetekor imádkoznak hozzá és levelek írásánál hívják segítségül. A monda szerint ő jegyezte le a Mahábháratát, olyan lelkesen, hogy az írás hevében még egyik agyarát is letörte, hogy azt íróeszköznek használja.
Ganésa, mint istenség a 4–5. században különült el egyértelműen felismerhető formában a számtalan hindu istenségtől mint önálló alak, bár a védákban már voltak előképei. Népszerűsége gyorsan emelkedett, és a 9. században már hivatalosan szerepelt egy hindu felekezet öt elsődleges istensége között.
A fő szentírások három puránát is szentelnek Ganésának, a Ganésa Puránát, a Mudgala Puránát és a Gonapati Atharvasirszát. Dicséretét a Ganésa Csalisza éneke zengi.
Ganésa állati járműve Musak (egy patkányszerű lény).
Elefántfejének története több változatban ismert. Az egyik szerint Párvati akkor szülte Ganésát, amikor férje, Siva távol volt, így a fiú nem ismerte az apját. Egy alkalommal, amikor Párvati fürdött, Ganésa őrködött. Ekkor érkezett meg Siva, és Párvatihoz akart menni, de Ganésa (mivel nem ismerte fel az apját) ezt nem engedte meg. Siva haragra gerjedt és levágta Ganésa fejét. Amikor rájött, hogy a saját fiát ölte meg, fogadalmat tett, hogy az első állat fejét rakja fia testére, és ez történetesen egy elefánt volt.

## Fordítás
- Ez a szócikk részben vagy egészben  a   Ganesha című angol Wikipédia-szócikk ezen változatának fordításán alapul.  Az eredeti cikk szerkesztőit annak laptörténete sorolja fel. Ez a jelzés csupán a megfogalmazás eredetét és a szerzői jogokat jelzi, nem szolgál a cikkben szereplő információk forrásmegjelöléseként.